# Rombach
Rombach (Luxemburgs: Rombech) is een plaats in de gemeente Rambrouch en het kanton Redange in Luxemburg. Rombach telt 231 inwoners (2001). Het ligt aan de Sûre, tegen de grens met België, en sluit aan op het dorpscentrum van het Belgische Martelange.

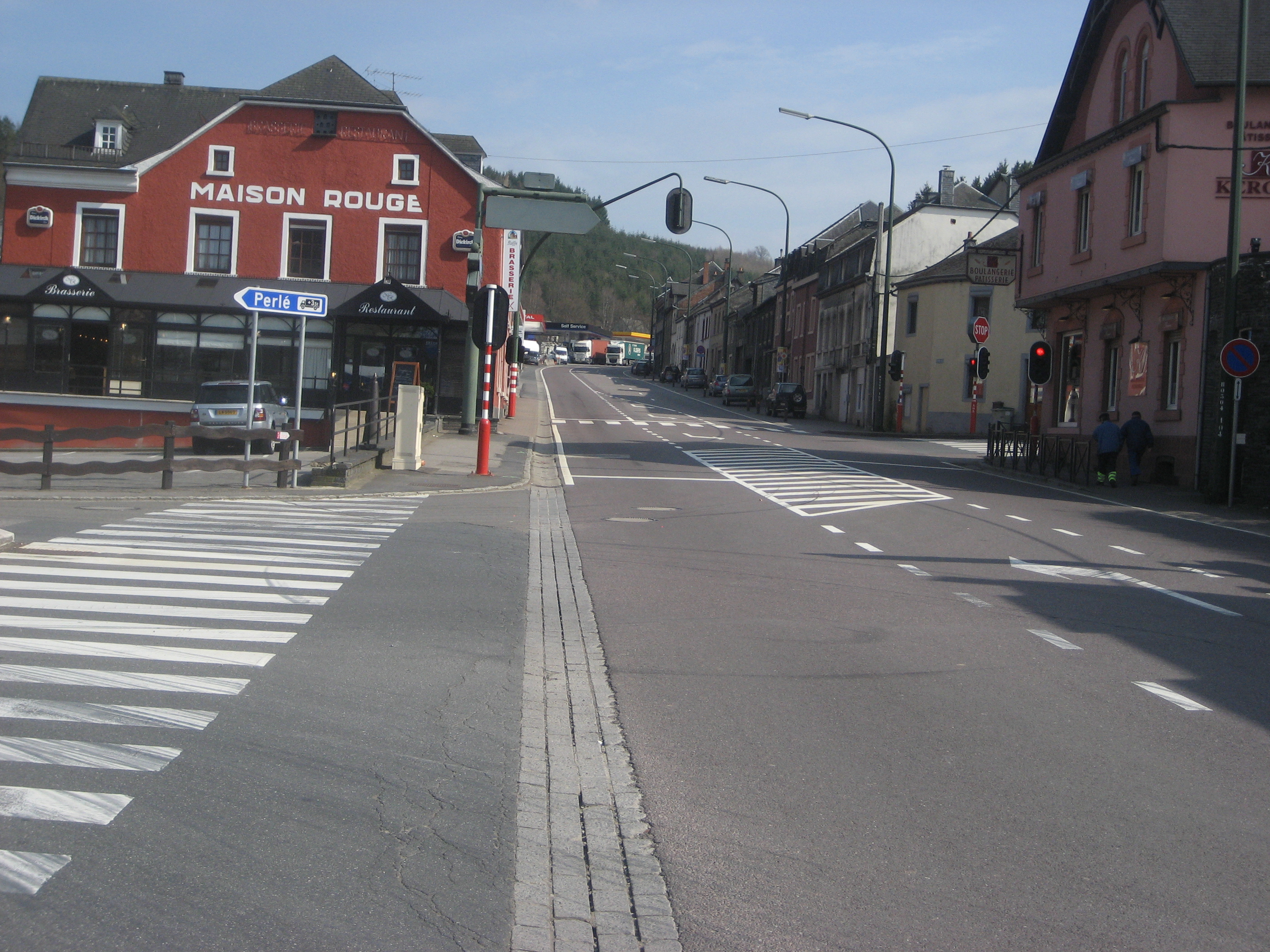
Grens tussen België (rechts) en Luxemburg (links)

.
Arsdorf · Bigonville · Bilsdorf · Eschette · Folschette · Haut-Martelange · Holtz · Hostert · Koetschette · Perlé · Rambrouch · Rombach · Schwiedelbrouch · Wolwelange

Luxemburgse gemeenten · Kanton Redange · Luxemburg